# 거룩한방파제 통합국민대회
거룩한방파제 통합국민대회는 한국교회와 시민단체들이 기독교 윤리와 기독교 문화에 근거하여 기독교의 도덕적 가치관을 지키기 위하여 2015년에 설립한 한국교회의 연합운동이다. 기독교적 결혼관과 기독교 윤리관을 정립하고 교회의 성숙한 발전을 도모하는 한국교회의 국민대회이다. 주요 인사로는 오정호 목사, 유만석 목사, 이영훈 목사 소강석 목사등이 있다. 기독교 세계관과 기독교 문화의 관점에서 창조질서를 유지하기 위한 기독교윤리실천운동이다.

## 같이 보기
- 기독교윤리실천운동
- 기독교 윤리
- 기독교 문화
- 기독교 세계관